# Cáp điện

Biểu đồ cáp điện

Dây cáp điện (tiếng Anh: cable) là loại dây dẫn điện gồm dây dẫn và cáp. Dây dẫn luyện từ kim loại xếp cạnh nhau và gắn chặt, xoắn hoặc bện lại với nhau để tạo thành một bộ phận đơn nhất. Cáp gồm 1 hoặc nhiều lõi dẫn điện có lớp vỏ cách điện bao bọc xung quanh, bên ngoài là lớp vỏ bảo vệ. Thông thường ruột cáp bằng đồng hoặc nhôm.